# Fußbekleidung

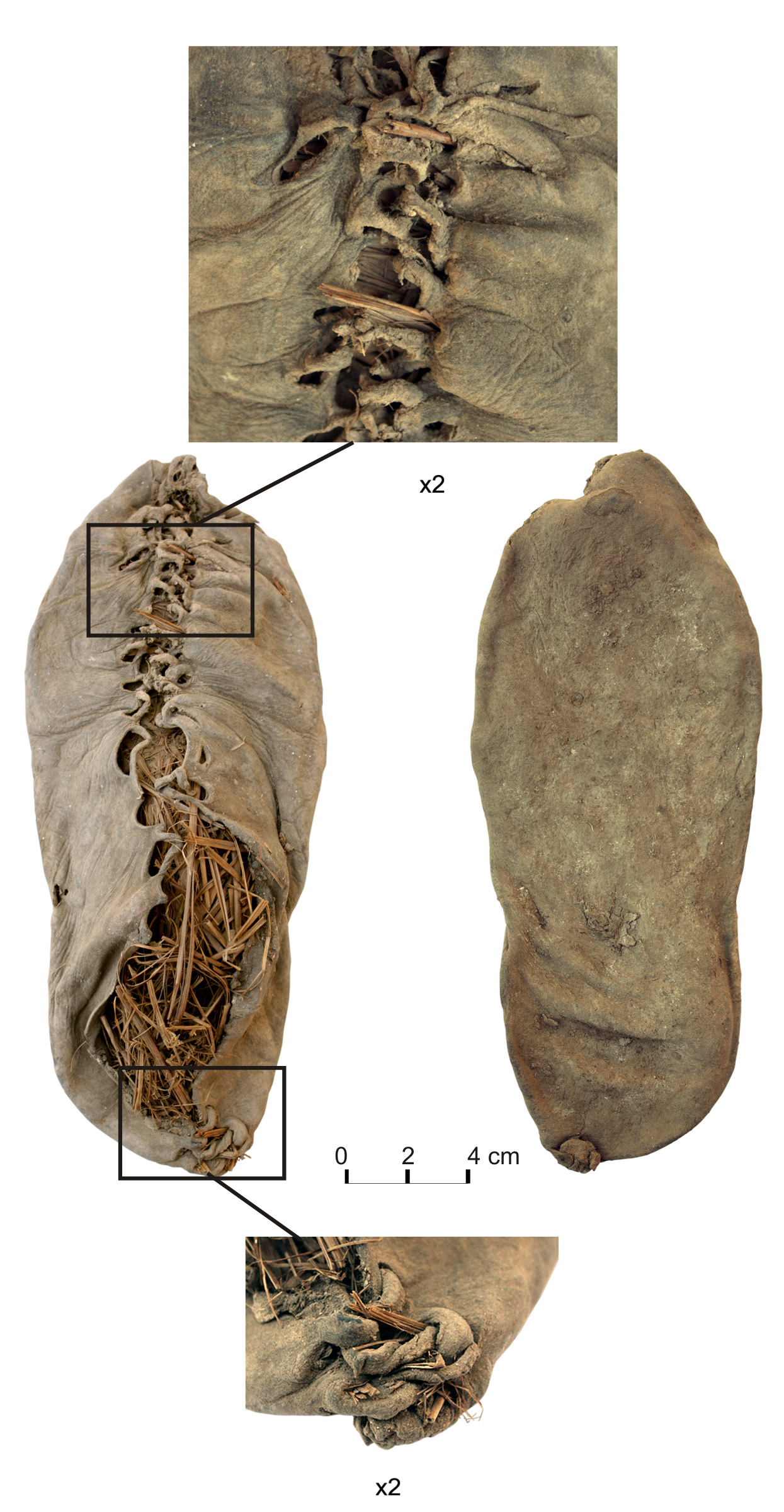
Lederschuh aus der Höhle Areni I, Armenien

Fußbekleidung ist der Oberbegriff für jede Art der Umhüllung der Füße einer Person.
Diese umfasst in der heutigen Zeit sowohl Schuhe als auch Strümpfe in unterschiedlichen Erscheinungsformen.
Die ursprüngliche Zwecksetzung von Fußbekleidung lag im Schutz vor Umwelteinflüssen, welche vor allem die Fortbewegung im Gelände beeinträchtigen konnten. Diese vervollständigte die Körperbekleidung des modernen Menschen zum Gesamtbild der seit der Antike üblichen Bekleidungsweise. Bereits zur Zeit der Antike traf die Gestaltung der Fußbekleidung eine Aussage zur sozialhierarchischen Stellung des Trägers, welches sich zu einem modischen Aspekt in der Neuzeit weiterentwickelte. Damit ist die Fußbekleidung ein wesentlicher Bestandteil der Gesamtbekleidung und spiegelt im Zusammenspiel mit der übrigen Bekleidung die Kultur der jeweiligen Gesellschaft oder Gesellschaftsgruppe wider. 
Das Tragen von Fußbekleidung stellt zusammen mit der Körperbekleidung seit der frühen Antike den gesellschaftlich konditionierten Normalfall dar. Gegenwärtig gelten in bestimmten gesellschaftlichen Zusammenhängen bestimmte Konventionen hinsichtlich der jeweils vorausgesetzten oder erwarteten Fußbekleidung. So entsprechen beispielsweise im Rahmen von geschäftsmäßiger Kleidung (sog. Businesskleidung) im Zehenteil offene Schuhe auch bei Frauen nicht der allgemeinen Erwartung und sollten in geschäftlichen Zusammenhängen vermieden werden.
Trägt der Mensch keine Fußbekleidung, ist er barfüßig oder barfuß. Barfüßigkeit ist im Gegensatz zum beschuhten Erscheinungsbild seit der Zeit des Altertums innerhalb gesellschaftlicher Zusammenhänge unüblich, gilt daher als unkonform und wird meist als auffällig wahrgenommen. Die Ausübung bestimmter Sportarten wie beispielsweise Judo, Schwimmen oder ähnliche stellt hierzu einen Ausnahmefall dar, der auf das jeweilige Ereignis beschränkt ist. In privaten Zusammenhängen können je nach gesellschaftlicher Konvention jedoch Lockerungen in Bezug auf die vorausgesetzte Fußbekleidung gelten. Aufgrund der gesellschaftlichen Unüblichkeit wurde in der Vergangenheit das vollständige Entziehen der Fußbekleidung häufig unter der Zwecksetzung verwendet, hierdurch die persönliche Unfreiheit der betreffenden Person zu kennzeichnen. Das Fehlen von Fußbekleidung wird daher noch heute in vielen Ländern als äußeres Kennzeichen von Gefangenschaft verwendet (vgl. ausführlich Barfüßigkeit#Gefangenschaft).